# Мария Исабел
Марѝя Исабел Ло̀пес Родригес (на испански: María Isabel López Rodríguez) е испанска певица и победителка в конкурса Детската Евровизия от 2004 година.

## Биография
Марѝя Исабел е родена на 4 януари 1995 година в Аямонте, провинция Уелва в южната испанска автономна област Андалусия. През 2004 година взима участие в национален конкурс, които спечелва и представлява Испания на международния конкурс за детска песен „Детска Евровизия“ с песента Antes Muerta que Sencilla (По-добре мъртва, отколкото обикновена). Тя успява да спечели със 171 точки и конкурса „Детска Евровизия“ като остава Великобритания на второто място. И до днес тя е победителката успяла да спечели този конкурс с най-много точки. След конкурса песента достига популярност в няколко европейски държави и САЩ.
Първия солуалбум No Me Toques Las Palmas Que Me Conozco Марѝя Исабел записва през 2004 година и достига 1-во място на испанската музикална класация. Вторият и албум Número 2 излиза 2005 година и успява да достигне 7-о място в Испания. Третия албум Capricornio успява да достигне само 11 място.
През ноември 2007 излиза последния албум на Марѝя Исабел. Чрез него тя успява да се качи отново на 7-о място в испанската класация.